# Мелехово (Архангельская область)
Ме́лехово — деревня в Приморском районе Архангельской области. Входит в состав Лисестровского сельского поселения (муниципальное образование «Лисестровское»).

## Географическое положение
К западу от деревни проложены пути Северной железной дороги и федеральная автомобильная дорога М8 «Холмогоры». К югу от населённого пункта проходит граница городского округа «Город Архангельск». На востоке Мелехово соседствует с другой деревней Лисестровского сельского поселения — Нестерово.

## История
В 1961 году указом Президиума Верховного Совета РСФСР деревня Старое Лукино переименована в Мелехово в память о капитане арктического флота СССР Афанасии Мелехове.

## Население
| 2002 | 2010 | 2012 |
| ---- | ---- | ---- |
| 78   | ↘55  | ↘47  |

Численность населения деревни, по данным Всероссийской переписи населения 2010 года, составляла 55 человек.
| Население                            | на 1 января 2010 года |
| ------------------------------------ | --------------------- |
| В возрасте до 16 лет                 | 7                     |
| Трудовые ресурсы (из них работающих) | 32 (32)               |
| Пенсионеры                           | 21                    |
| Всего                                | 60                    |
| Прибыло / выбыло (за год)            | 1 / 9                 |
| Родилось / умерло (за год)           | 0 / 2                 |

## Инфраструктура
Жилищный фонд деревни составляет 2,6 тыс. м². Объекты социальной сферы и стационарного торгового обслуживания населения на территории населённого пункта отсутствуют.